# Galactic habitable zone
Galactic habitable zone (GHZ) er betegnelsen for det ringformede område i en galakse, hvor der er størst sandsynlighed for at livsformer kan opstå. Området defineres således at de stjerner der befinder sig i det, hverken er for tæt ved, eller for for langt væk fra galaksens centrum.
Begrebet blev foreslået i 1999 af forskerne Guillermo Gonzalez, Donald Browlee og Peter D. Ward. De to sidstnævnte har skrevet bogen Rare Earth, hvor begrebet nærmere beskrives.

## Ekstern henvisning
- Artikel af forfatterne Arkiveret 6. juli 2004 hos  Wayback Machine (engelsk)

| Astronomi | Spire Denne artikel om astronomi er en spire som bør udbygges. Du er velkommen til at hjælpe Wikipedia ved at udvide den. |